# Herb Homla
Herb Homla – jeden z symboli Homla wprowadzony 16 lipca 1997 decyzją Komitetu Wykonawczego Miasta Homla.

## Opis herbu
Na tarczy francuskiej w lazurowym polu leżący złoty ryś.

## Historia

### Herb Zygmunta II Augusta

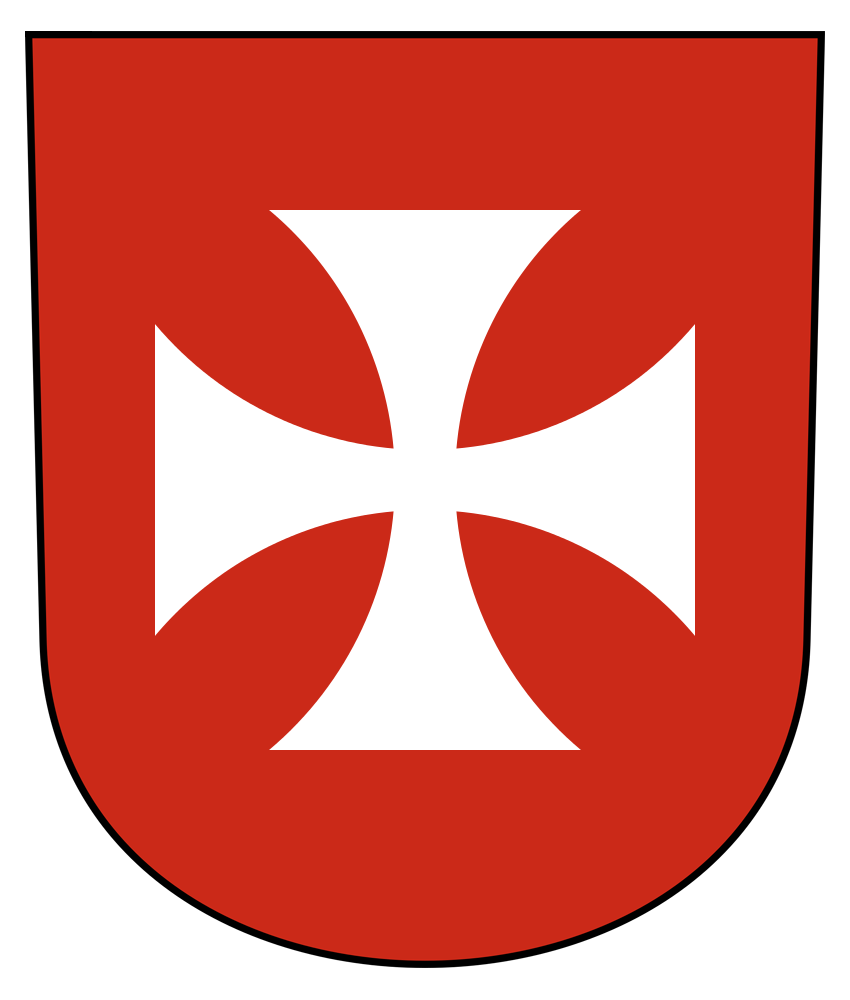
Rekonstrukcja herbu nadanego przez Zygmunta II Augusta

Pierwszy herb Homlowi nadał król Polski i wielki książę litewski Zygmunt II August 21 marca 1560 lub 1562. Nawiązywał on do pieczęci miejskiej z wizerunkiem krzyża kawalerskiego. Z okresu używania herbu nie zachowało się żadne jego przedstawienie. Został on zrekonstruowany przez białoruskiego historyka i heraldyka Anatola Citoua. Przy odtwarzaniu wyglądu herbu korzystano m.in. ze znanych herbów innych miast dawnej Rzeczypospolitej – Orszy, Krzyczewa i Wieliża. Rekonstrukcja przedstawia srebrny krzyż kawalerski na czerwonym tle.
Nie jest jasne kiedy herb ten przestał być używany. Historycy przypuszczają, że był on w użyciu jeszcze przez pewien okres po odpadnięciu Homla od Rzeczypospolitej w wyniku I rozbioru Polski w 1772.

### Zabór rosyjski

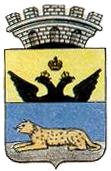
Herb używany w latach 1855–1917

Od 1775 Homel był miastem prywatnym, w związku z czym nie miał nadanego własnego herbu. 16 sierpnia 1781 nadano herb pobliskiej Bielicy, będącej siedzibą powiatu. Herb ten składał się z dwóch pól. W górnym znajdowała się górna połowa herbu rosyjskiego (dwugłowy czarny orzeł z koroną pomiędzy głowami na złotym tle). Dolne pole przedstawiało leżącego rysia na niebieskim tle. Górne pole symbolizowało przyłączenie tych ziem do Cesarstwa Rosyjskiego, dolne nawiązywało do lokalnej fauny.
W 1852 siedziba władz powiatowych została przeniesiona do Nowej Bielicy, która w 1854 została przyłączona do Homla. 23 grudnia 1855 dotychczasowy herb Bielicy został zatwierdzony jako herb Homla. Tarczę herbową zwieńczono wówczas koroną w kształcie murów miejskich. Herb ten był używany do rewolucji październikowej w 1917, po której usunięto z niego koronę cesarską, a wkrótce zaprzestano jego używania.

### Okres sowiecki
W czasach sowieckich miastu nie nadano nowego herbu. W użyciu były różne herby i loga w różnych wariantach, jednak żadne z nich nie miało charakteru oficjalnego.

### Niepodległa Białoruś
Po uzyskaniu przez Białoruś niepodległości, już w latach 90. XX w. przystąpiono do opracowania herbu miasta. Za podstawę nowego projektu przyjęto herb z czasów carskich, z którego w trakcie prac usunięto górne pole z dwugłowym orłem oraz koronę nad tarczą. Nowy herb wprowadzono 16 lipca 1997 decyzją Komitetu Wykonawczego Miasta Homla. Herb został zatwierdzony przez Państwową Służbę Heraldyczną Republiki Białorusi.

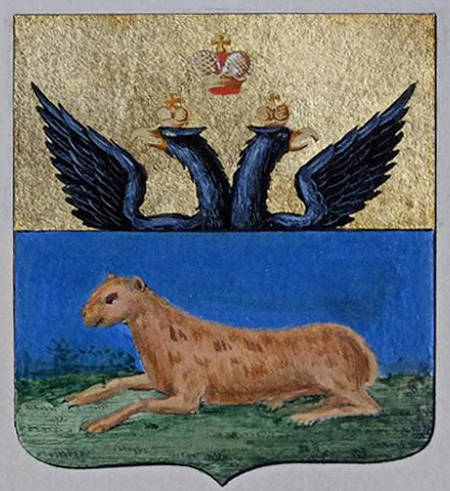
Herb Bielicy
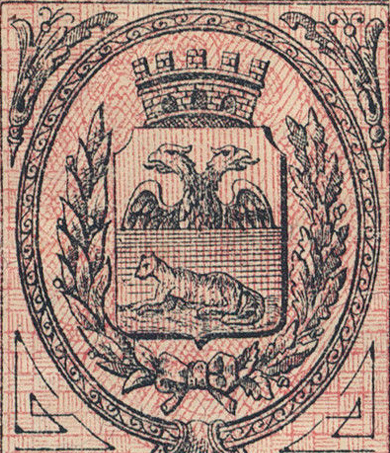
Herb bez korony cesarskiej z lat 1917–1918
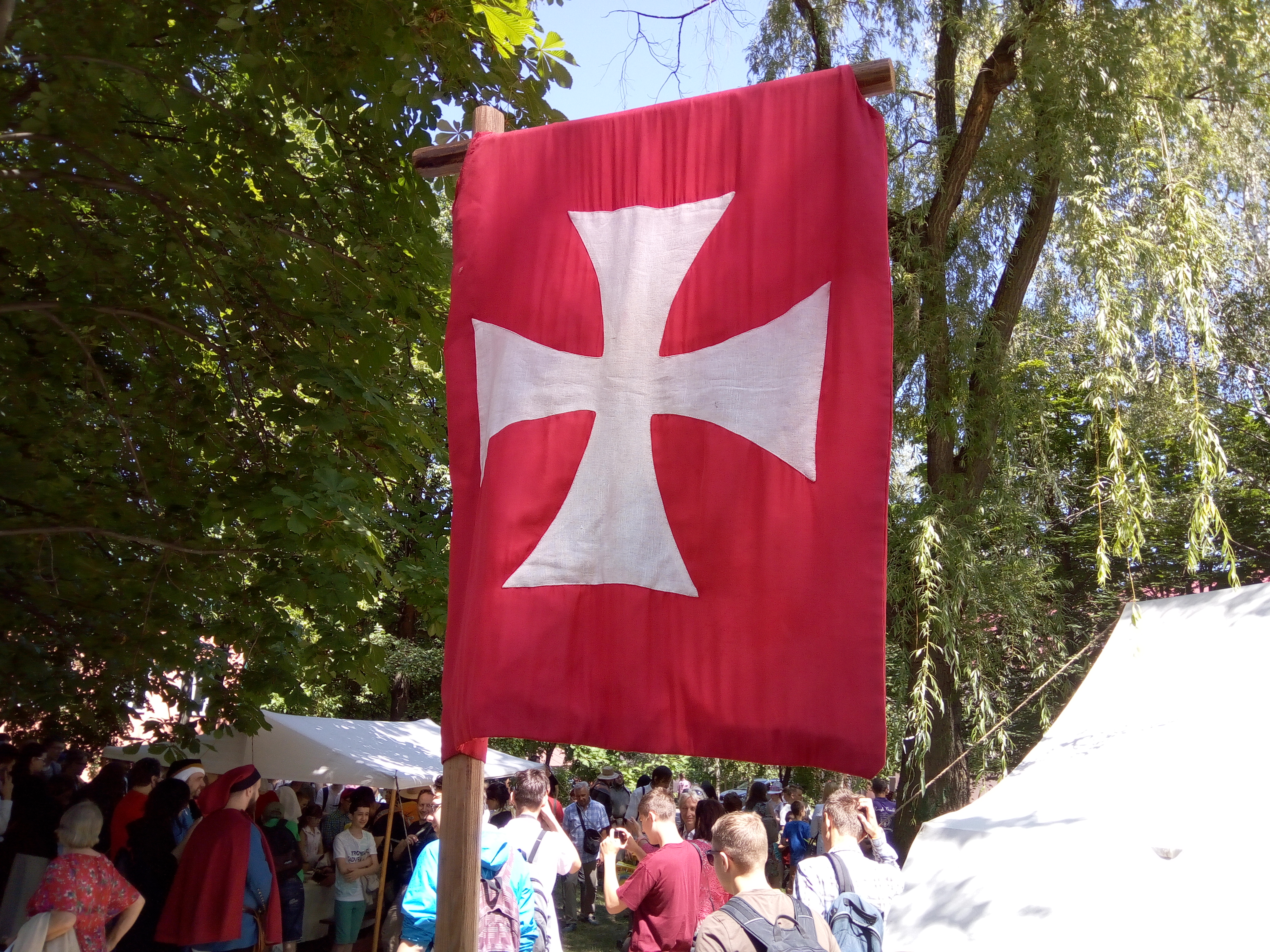
Współczesne użycie symboliki miasta z czasów Rzeczypospolitej
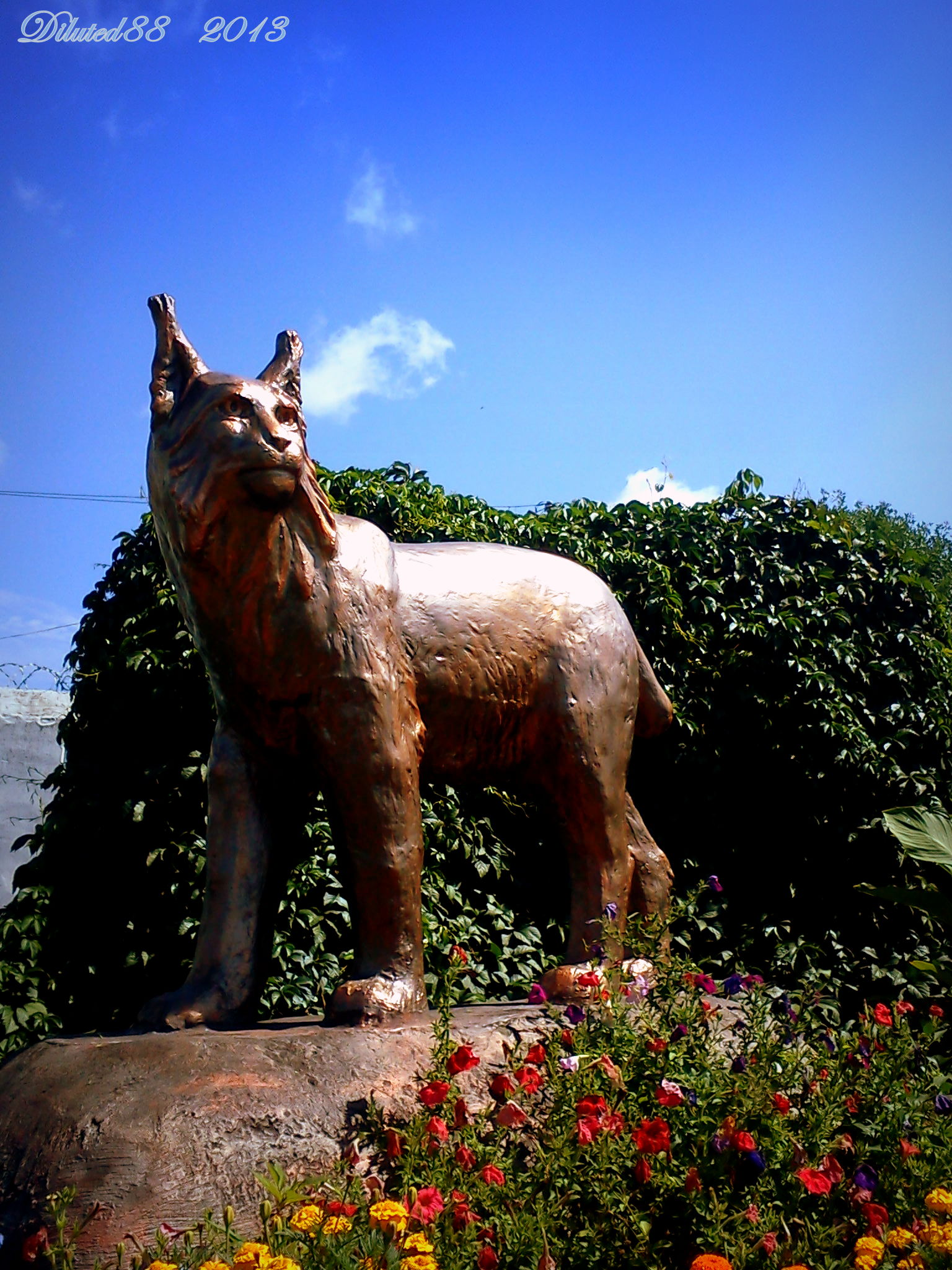
Pomnik rysia w Homlu